# Машкеуць
Машкеуць (рум. Mașcăuți) — село у Кріуленському районі Молдови. Утворює окрему комуну.

## Населення
За даними перепису населення 2004 року у селі проживали 4103 особи.
Національний склад населення села:
| Національність       | Кількість осіб | Відсоток   |
| -------------------- | -------------- | ---------- |
| молдавани румуни     | 4038 38        | 98,4% 0,9% |
| росіяни              | 10             | 0,2%       |
| українці             | 7              | 0,2%       |
| болгари              | 2              | < 0,1%     |
| євреї                | 1              | < 0,1%     |
| інша / без відповіді | 7              | 0,2%       |
| Всього               | 4103           | 100%       |